# Cuamono
Cuamono är en ort i Mexiko.   Den ligger i kommunen Cuetzalan del Progreso och delstaten Puebla, i den sydöstra delen av landet, 190 km öster om huvudstaden Mexico City. Cuamono ligger 475 meter över havet och antalet invånare är 206.
Terrängen runt Cuamono är varierad. Runt Cuamono är det tätbefolkat, med 383 invånare per kvadratkilometer. Närmaste större samhälle är Ciudad de Cuetzalan, 8,8 km sydväst om Cuamono. I omgivningarna runt Cuamono växer huvudsakligen savannskog.